# Віковий в'яз (пам'ятка природи)
«Віковий в'яз» — колишній об'єкт природно-заповідного фонду Херсонської області, ботанічна пам'ятка природи місцевого значення.
Пам'ятка природи скасована у зв'язку з аварійним станом дерева, згідно з рішенням Херсонської обласної ради № 347 від 06.01.2005 року.